# Буддизм в Сингапуре
Буддизм в Сингапуре исповедуют 42,5 % населения согласно переписи 2000 года. Из них большая часть — этнические китайцы, потомки выходцев из Южного Китая, как правило носители синкретических верований (одновременно исповедуют даосизм, конфуцианство и др.). Есть также менее значительные группы представителей культур с доминированием буддизма: сингалы из Шри-Ланки и тайцы.
При доминировании китайской версии буддизма традиции махаяны, заметны также традиции тибетского буддизма и тхеравады из Таиланда и Шри-Ланки. Некоторое представительство имеют японские буддийские центры, в первую очередь Сока Гаккай.
Интересы буддистов Сингапура представляет Сингапурская Буддийская Федерация.

## История
Исторически территория Сингапура принадлежала буддийскому государству уже во времена государства Шривиджайя.
После образования Сингапура большую распространённость получили даосские храмы, которые стали общинными центрами: в отличие от буддийских, в них была сцена и ставились театральные представления.
Первый буддийский храм Сингапура, Шуан Линь, появился только в 1902 году.
В то время как старшее поколение выходцев из Китая является носителями синкретического набора традиций, молодёжь также увлекается буддизмом других школ, в том числе тайским и тибетским буддизмом. В последние десятилетия также значительно выросло присутствие центров тхеравады.
Переписи свидетельствуют о значительном росте буддийской идентификации среди населения, в первую очередь среди молодёжи. Так, в 1980 году перепись населения Сингапура показывала 27 % буддистов, в 1990 — 31,2 % и в 2000 — 42,5 %.